# قنومة متموجة
قنومة متموجة (الاسم العلمي:Mormyrus subundulatus) هي نوع من الأسماك تتبع جنس القنومة من فصيلة الأسماك القنومية.